# Joel Lynch
Joel Lynch (Eastbourne, 3 ottobre 1987) è un calciatore gallese, difensore del Precision.

## Carriera

### Club
Ha giocato con vari club nella seconda divisione inglese.

### Nazionale
Nel 2012 ha giocato una partita con la nazionale gallese.